# Belgische Streitkräfte in Köln

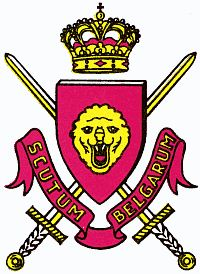
Wappen der Belgischen Streitkräfte in Deutschland

Belgische Streitkräfte waren in Köln jeweils nach den beiden Weltkriegen stationiert. Die Stadt beherbergte zeitweise die größte Garnison des Königreichs Belgien im Ausland. 2002 erfolgte die offizielle Verabschiedung, 2003 verließ das Militärgericht als letzte belgische Institution Köln.

## Stationierung nach dem Ersten Weltkrieg
Nach der Unterzeichnung des Waffenstillstandes von Compiègne zum Ende des Ersten Weltkrieges am 11. November 1918 wurden im Rahmen der alliierten Rheinlandbesetzung zum 1. Dezember 1918 belgische Einheiten aus Frankreich kommend über Belgien nach Deutschland verlegt – auch nach Köln, obwohl Köln ein britischer Brückenkopf war. Am 31. Januar 1926 verließen sie zusammen mit einigen Einheiten der französischen Besatzung wieder Köln.

## Entwicklung nach dem Zweiten Weltkrieg
Nach dem Zweiten Weltkrieg marschierte am 15. Mai 1945 als erste die Brigade Piron als Hilfskräfte im Auftrag der britischen Besatzungsarmee in Deutschland ein. Von der Brücke von Arnheim kommend, marschierte sie über Burgsteinfurt und das nördliche Münsterland in den südlichen Teil des Münsterlandes ein. Kurze Zeit später wurden in Köln und Umgebung erste Einheiten der belgischen Streitkräfte stationiert. Ab 1951 wurden sie immer weniger als Teil der Besatzungstruppen des Belgischen Korridors im Süden der Britischen Zone angesehen, sondern eher als Alliierte im Sinne der späteren NATO. Dies war Folge der wachsenden Angst in den westlichen Ländern vor einem sowjetischen Angriff in der Nachkriegszeit, insbesondere nach der Berlinblockade und dem Februarumsturz in der Tschechoslowakei 1948, der Zündung der ersten sowjetischen Atombombe 1949 und wegen des sich abzeichnenden, 1950 beginnenden Koreakriegs. Hieraus entstand 1949 die NATO und ab 1951 die allmähliche Aufweichung des Besatzungsstatuts in Deutschland. Die Bundesrepublik durfte zu diesem Zeitpunkt noch keine eigenen Streitkräfte haben, bereitete aber ab 1951 mit Unterstützung der Alliierten den Aufbau vor.
Im Oktober 1948 wurde das Hauptquartier der belgischen Streitkräfte von Lüdenscheid nach Bonn verlegt unter symbolisch bedeutsamer Nutzung der geschichtsträchtigen Objekte Palais Schaumburg, Villa Hammerschmidt sowie Redoute in Bad Godesberg und dem Hotel Petersberg. Als Bonn zum vorläufigen Regierungssitz bestimmt wurde, zog das Hauptquartier im November 1949 in die Kaserne Haelen, ehemalige Etzelkaserne der Wehrmacht, in Köln-Junkersdorf um, in der belgischen Armee mit dem Ortsnamen „Weiden“ bezeichnet. Parallel nahm Belgien wieder diplomatische Beziehungen zu Deutschland auf und richtete später ein Generalkonsulat im Belgischen Haus, Maison Belge, in der Kölner Innenstadt (Nähe Neumarkt) ein. Dieses war 1948/49 von der belgischen Regierung erbaut worden. In ihm befanden sich ein Hotel, ein Restaurant, ein Luftverkehrsbüro, Versammlungsräume und der Sitz eines Vereins zur Förderung der deutsch-belgischen Beziehung in kultureller und wirtschaftlicher Hinsicht.

## Standorte

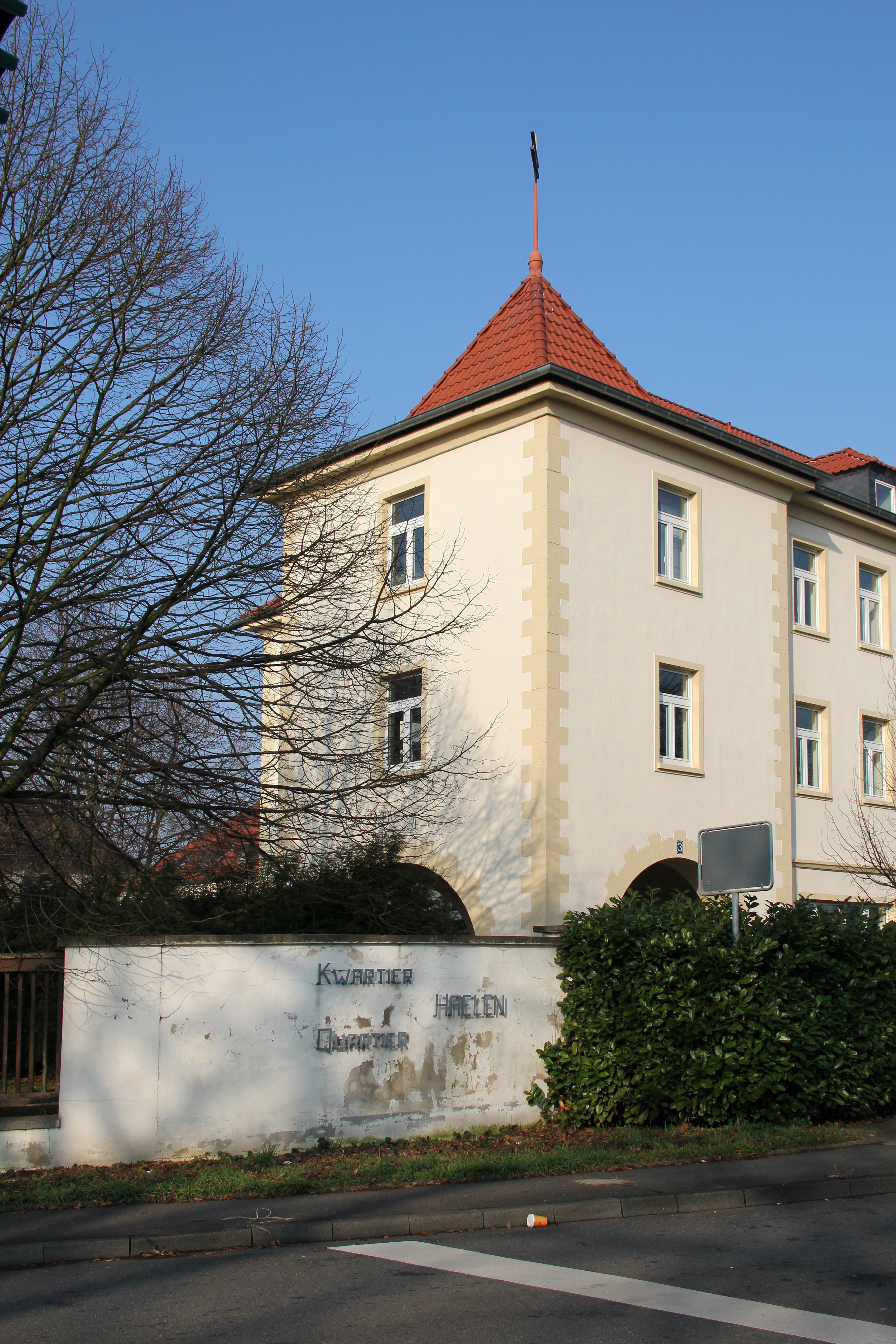
Bauwerk der ehemaligen belgischen Kaserne Haelen in Köln-Junkersdorf

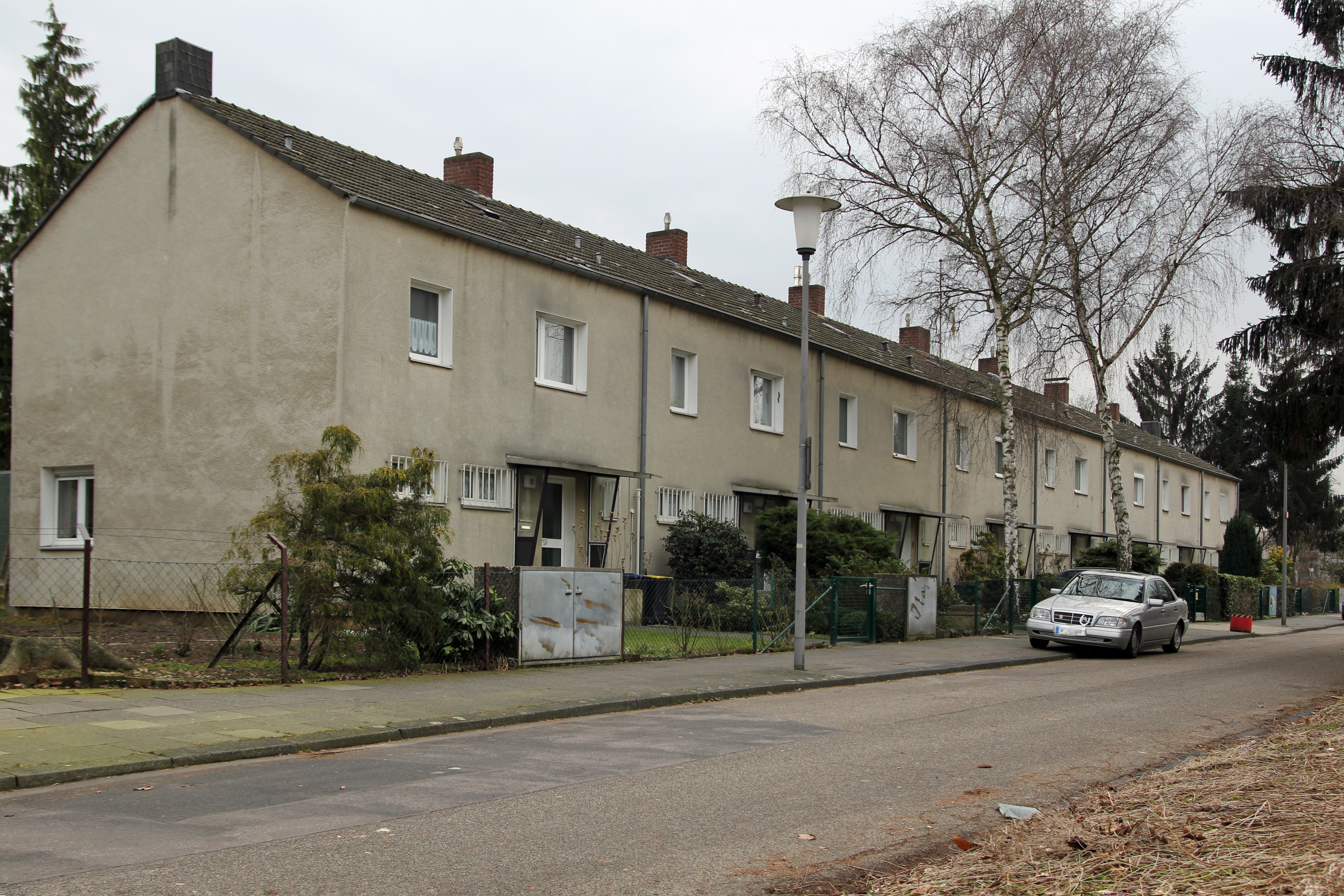
Ehemalige belgische Siedlung in Köln-Neuehrenfeld

Im Kölner Raum wurden entweder noch bestehende Einrichtungen der ehemaligen Wehrmacht benutzt oder neue Kasernen gebaut. In der Nähe der Kasernen entstanden Wohnsiedlungen für die Angehörigen der Streitkräfte. Zeitweise war Köln die größte belgische Garnison im Ausland.
In Köln-Ossendorf wurde 1953 der Flugplatz Butzweilerhof belgischer Militärflugplatz. Zunächst zog dort die 16.Air OP (16. Staffel) der Belgischen Luftwaffe ein. Zu den vorhandenen Royal Air Force (RAF)-Anlagen auf dem Flugplatz wurden neue Baracken und Flugzeughangars sowie ein neuer Tower mit Funkmast für die Belgischen Heeresflieger gebaut. Bis zu deren Fertigstellung wurden die Soldaten der Belgischen 16.Air OP in ehemaligen Baracken der deutschen Wehrmacht am Fühlinger See in Köln-Fühlingen untergebracht.
Am 15. April 1954 wurde die belgische Flugeinheit 16. Air. OP umbenannt in 16. Esc. Lt. Avn. und unterstand nicht mehr der Belgischen Luftwaffe. Sie wurde den Landstreitkräften zugeteilt und wirkte als Heeresflieger, unter anderem mit Flugzeugen vom Typ Piper Cub L-18C. Ebenso kam die Instandsetzungs- und Versorgungsstaffel der belgischen Heeresflieger auf den Butzweilerhof. Am 1. Februar 1956 erhielten die Belgischen Heeresflieger Hubschrauber vom Typ Alouette II, und die Instandsetzungs- und Versorgungsstaffel der belgischen Heeresflieger kam auf den Flugplatz Köln Butzweilerhof. Ab 1959 setzten die Belgischen Heeresflieger auch die deutsche Dornier Do 27 ein. Am 5. Oktober 1995 wurde der Butzweilerhof aufgegeben.
An der Butzweiler Straße entstand 1947 die Kaserne Klerken, die am 9. November 1995 aufgegeben wurde.
In Dellbrück bezog das 6. Pionier-Bataillon (6 Geniebataljon) vom November 1951 bis Ende 1952 und vom 7. August 1969 bis 1992 die Kaserne Kwartier Becquevort (vorläufiger, nicht amtlicher Name in 1946), später umbenannt in Moorslede, an der Bergisch Gladbacher Straße. Vom 21. Juni 1951 bis Ende 1952 befanden sich 2 Panzerpionierkompanien des 6. Pionier-Bataillons in Fühlingen im Camp General Leman, zeitweise auch als Camp Graaf Leman bezeichnet, am Fühlinger See, der zu dieser Zeit allerdings noch nicht ausgebaut war.
In Junkersdorf wurde ab Mai 1946 bis zum 18. Dezember 1996 aus der Etzelkaserne an der Dürener Straße die Kaserne Haelen. In der Kaserne befand sich lange Zeit auch das Hauptquartier der belgischen Streitkräfte in Deutschland. Im nahegelegenen Camp Schmitz auf dem Gelände der heutigen Sporthochschule in Müngersdorf war für kurze Zeit eine Spezialeinheit, die 1 Cie GVP/ESR-Gespecialiseerde Verkenningsploegen-Equipe Spécial de Recherche, untergebracht.
In Longerich wurde ab Oktober 1951 die Kaserne Knesselaere an der Militärringstraße bezogen.
In Niehl befand sich die Kaserne OLT. Holm an der Geestemünder Straße in Höhe der heutigen Müllverbrennungsanlage. Am Niehler Hafen befand sich ab 1949 bis Ende 1992 ein Treibstoffdepot. Dort waren 1953–1960 Boote der Rheinflottille der belgischen Marine, (BMRS/ENBR: Belgisch Maritiem Rijn Smaldeel / Escadrille Navale Belge du Rhin, „La Flottille du Rhin“, „Rheinflotille“) stationiert. Die Boote wurden oft zur Sicherung von Übungen auf dem Rhein eingesetzt und patrouillierten in verschiedenen Abschnitten und Jahren zwischen Oberwinter bei Remagen und der Rheinmündung. Kommandoboot war die Liberation. Sie wurde Anfang der neunziger Jahre nach der Verlegung nach Belgien und militärischer Außerdienststellung unter anderem wieder für Nostalgiefahrten auf dem Rhein reaktiviert. Schwesterschiffe waren Meuse, Schelde und Sambre. Später wurden die Boote auch im Kongo eingesetzt.
In der 1975 nach Köln eingemeindeten Stadt Porz wurden an der Kölner Straße in Westhoven aus den ehemaligen Wehrmachts-Kasernen Mudra und Unverzagt die Kasernen Nieuwpoort (1953) und Brasseur (1951 bis Juli 1995). 1951 wurde die Kaserne Passendale neu gebaut. Am 1. Dezember 1998 wurde sie aufgegeben. Am Rhein wurde auch der ehemalige Pionierhafen der Wehrmacht benutzt, der jedoch immer mehr verlandete. Da das Übungsgelände der Kaserne Brasseur bis an den Rhein reichte, wurde dort regelmäßig mit Pontonbrückenbauteilen geübt. Nördlich des Übungsgeländes lag zwischen Westhover Weg, Autobahn und Weidenweg ein großes Munitionsdepot, das bereits in den 1980er Jahren geräumt wurde. Ende der 1950er Jahre wurde sogar für einen ganzen Tag eine Bailey-Brücke über den Rhein gebaut und die Schifffahrt für einen Tag gesperrt. Zwischen den Kasernen entstand an der Kölner Straße auch eine Garnisonskirche.
In der Wahner Heide entstand an der Stadtgrenze zu Altenrath Kwartier Maj SBH-BEM Legrand. In Troisdorf-Spich wurde das Kamp Vlaanderen, später umbenannt in Camp Roi Baudouin-Kamp Koning Boudewijn gebaut. In der Wahner Heide und im Königsforst entwickelte sich aus dem vorhandenen Übungsgelände ein großes Truppenübungsgelände einschließlich Schießplatz und Panzerverladungsanlage.
Am Adenauer-Weiher im Kölner Grüngürtel, nahe der Junkersdorfer Straße in Köln-Lindenthal, entstand 1948 das Offizierkasino Club Astoria.
1953 zog das Militärgericht der Streitkräfte in die umgebaute Villa Vorster in Marienburg ein. Weitere militärische Einheiten befanden sich in Braunsfeld, Ichendorf, Lindenthal und Klettenberg. Das 1942 von den Nationalsozialisten beschlagnahmte ehemalige Israelitische Asyl für Kranke und Altersschwache an der Ottostraße in Neuehrenfeld wurde als Militärhospital ausgebaut.
Weiterhin entstanden in Köln die erforderlichen Infrastruktur-Einrichtungen einer ausländischen Großgarnison, auch mit belgischen Kaufhäusern und Kinos. Über einen eigenen Sende- und Empfangsmast bei Bachem für das belgische Fernsehen und weitere Relaisstationen wurden die belgischen Einrichtungen und Wohngebiete mit heimatlichen Informationen versorgt. Die Kinder wurden in fünf Grundschulen in Ossendorf, Dellbrück, Weiden, Rodenkirchen und Westhoven/Eil mit angeschlossenen Kindertagesstätten betreut. Weiterführende Schulen gab es in Form eines wallonischen Gymnasiums in Rösrath, und eines flämischen im Barockschloss Bensberg. Es gab ab 1953 auch eine Militärkantine für belgische Familien außerhalb der Kasernenanlagen in Porz, Helmholtzstraße.

## Wappen BSD/FBA

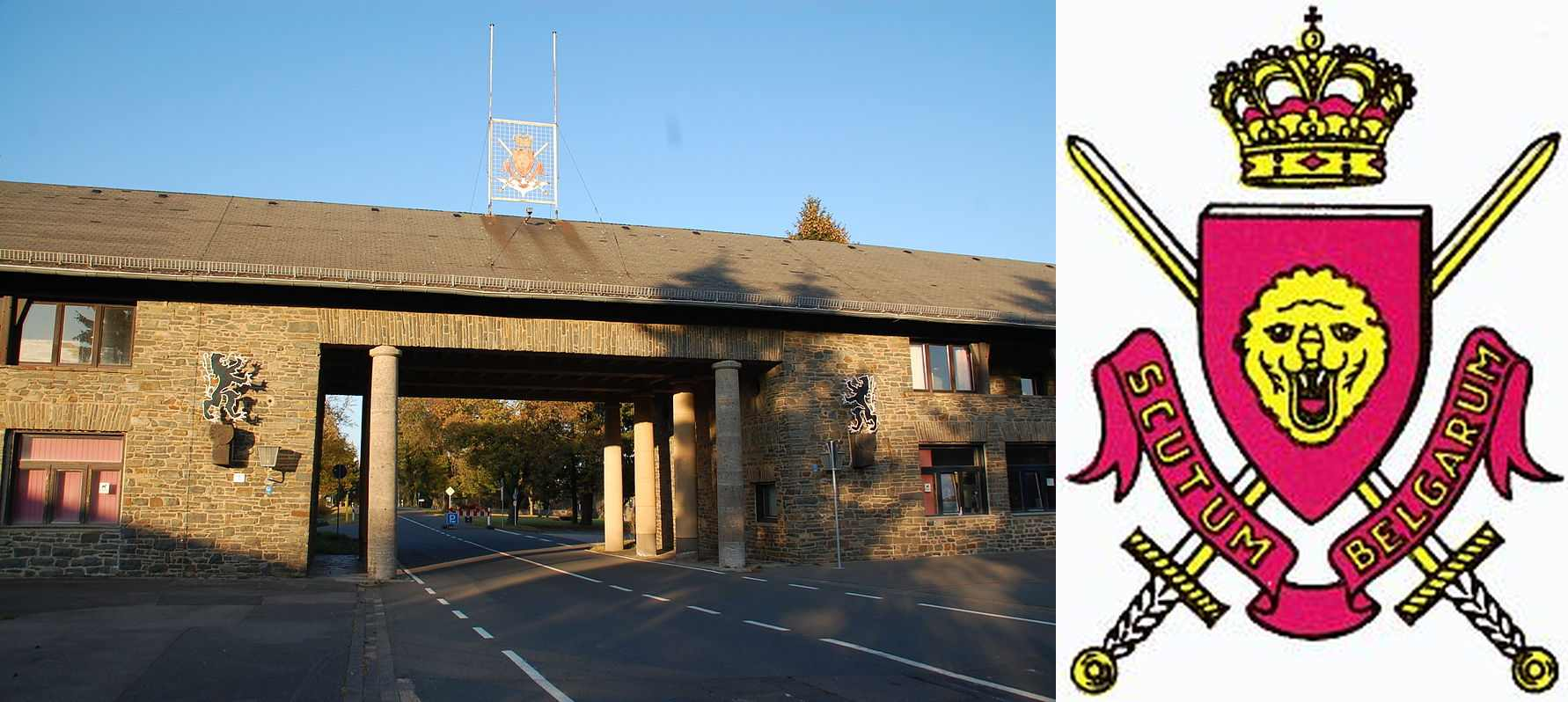
Waffenschild des 1. Belgischen Korps auf Malakoff, Lager Vogelsang

Die von 1946 bis 2003 stationierten belgischen Streitkräfte in Deutschland (BSD/FBA) waren ein spezieller Teil der belgischen Armee. Daher entwickelte sich nach kurzer Zeit aus dem selbst geschaffenen Wappen der Brigade Piron, der ersten belgischen Einheit in Deutschland, ein eigenes Wappen mit einem goldenen Löwenkopf unter einer Königskrone, vor gekreuzten Schwertern und mit dem Wahlspruch Scutum belgarum (Schild der Belgier). Viele Armeefahrzeuge waren auf der linken Seite mit dem Löwenkopf im Kreis gekennzeichnet.

## Abzug und Konversion

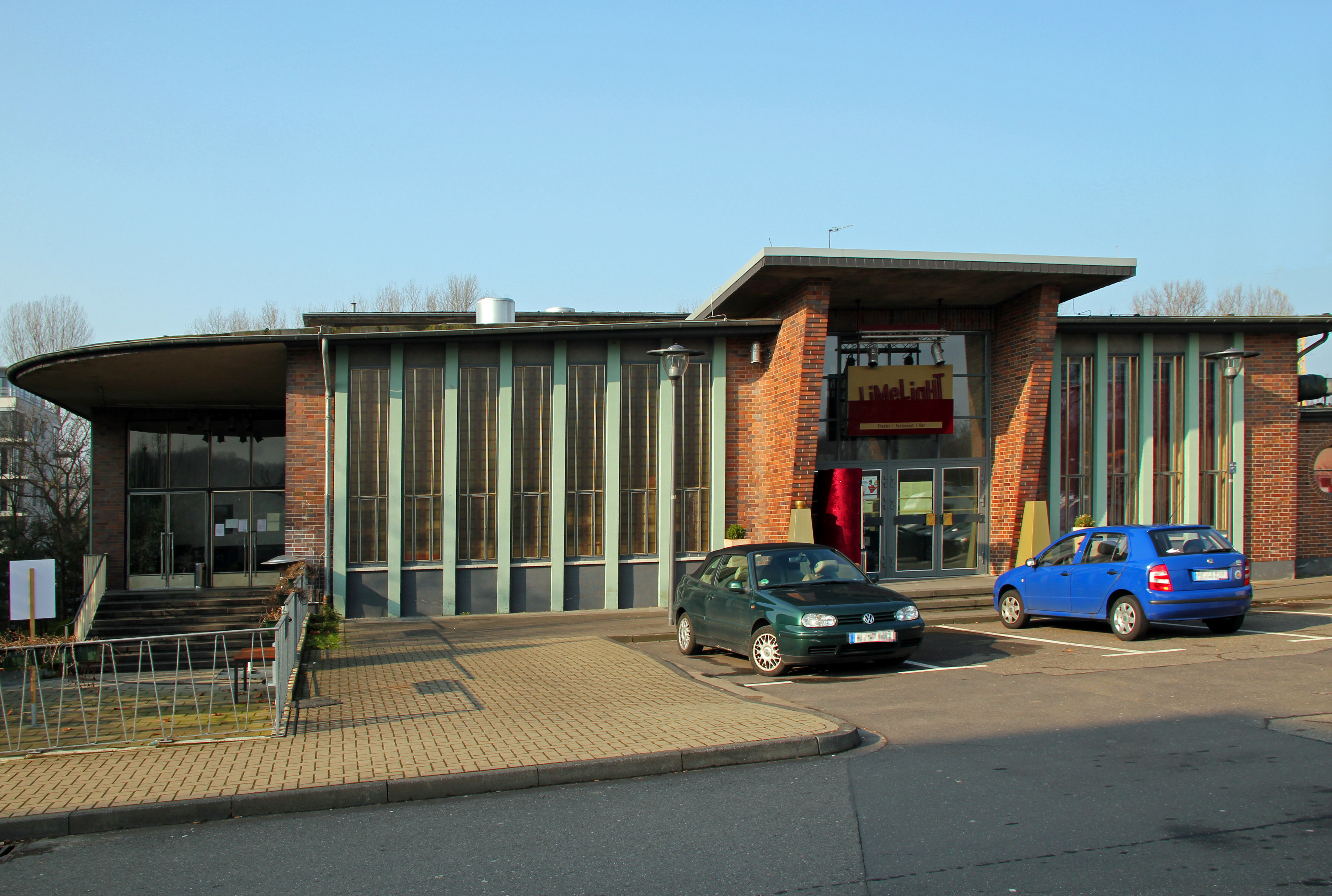
Ehemaliges Kino der belgischen Wohnsiedlung „Quartier Haelen“, Köln-Junkersdorf; heute ein Konzertsaal mit Restaurant

Ab 1988 wurden die belgischen Streitkräfte umstrukturiert, 1993 wurde die Wehrpflicht in Belgien abgeschafft und ab 1996 das Hauptquartier zurück nach Belgien verlegt. Damit verbunden war eine Verkleinerung der Einheiten in Deutschland bis hin zu deren Auflösung. So reduzierte sich die Anzahl der Soldaten und ihrer Angehörigen von 46.289 im Jahr 1988 auf 8.203 im Jahr 1998. Anfang der fünfziger Jahre sollen bis zu 40.000 belgische Soldaten in Deutschland stationiert gewesen sein. Die offizielle und feierliche Verabschiedung fand am 7. Juni 2002 im «Camp König Baudouin-Kamp Koning Boudewijn» in Spich in Anwesenheit von Belgiens König Albert II., Bundespräsident Johannes Rau und Verteidigungsminister Rudolf Scharping statt. Als letzte Institution verließ 2003 das belgische Militärgericht Köln.
Der vollständige Abzug der außerhalb von Köln liegenden Einheiten in Spich und Altenrath war 2004 abgeschlossen, Camp Vogelsang in der Eifel folgte 2005. Mit dem Abriss des Kwartier Maj Legrand in Altenrath wurde am Freitag, den 13. Januar 2012 begonnen. Im Anschluss wurde das Gelände renaturiert und aufgeforstet und ging ins Eigentum einer Stiftung für deutsches Naturerbe über. Die Kaserne Nieuwpoort wurde wieder umbenannt in Mudra-Kaserne, und das Personalamt der Bundeswehr zog ein; Passendale wurde abgerissen und dort eine neue Forensische Klinik gebaut; aus Brasseur wurde ein großes Erholungs- und Freizeitgebiet am Rhein, im restlichen Bereich soll Gewerbe angesiedelt werden. In die Kaserne Moorslede zogen das Zollkriminalamt und Kleingewerbe. Außerdem soll dort Autofreies Wohnen verwirklicht werden. Aus Haelen und der angrenzenden belgischen Siedlung entstand das Stadtwaldviertel Junkersdorf mit Einbeziehung der denkmalgeschützten Gebäude. Aus dem belgischen Kino wurde das Kölner Szenelokal Limelight. Aus der Kaserne Kleerken entstanden das Wohngebiet Ossendorfpark und ein Gewerbegebiet. Der Flugplatz Butzweiler Hof wurde bis auf das historische Flughafengebäude, in dem heute eine Luftfahrtausstellung untergebracht ist, abgerissen. Auf dem Gelände entstand ein Gewerbegebiet einschließlich eines Medienzentrums.